# Кубано-Черноморская область
Куба́но-Черномо́рская область — административная единица в составе Российской Социалистической Федеративной Советской Республики, существовавшая на территории Кубани с 29 марта 1920 года по 13 февраля 1924 года.
Административный центр — город Краснодар.

## История
- Кубано-Черноморская область с центром в городе Екатеринодаре образовалась 29 марта 1920 года. В её состав вошли 7 отделов упразднённой Кубанской области: Баталпашинский, Ейский, Екатеринодарский, Кавказский, Лабинский, Майкопский, Таманский и территория бывшей Черноморской губернии.
- 11 мая 1920 года бывшая Черноморская губерния была преобразована в Черноморский округ.
- 11 ноября 1920 года был разукрупнён Таманский отдел: из его территории образованы Темрюкский, Тимашёвский и Славянский отделы.
- 12 ноября 1920 года Лабинский отдел был переименован в Армавирский отдел.
- 7 декабря 1920 года Екатеринодарский отдел был переименован в Краснодарский отдел.
- 20 января 1921 года ко вновь образованной Горской Автономной Советской Социалистической Республике была присоединена южная часть Баталпашинского отдела, в качестве Карачаевского округа.
- 11 августа 1921 года в состав Терской области были переданы станицы Бекешевская, Воровсколесская и Суворовская Баталпашинского отдела.
- 12 января 1922 года была образована Карачаево-Черкесская автономная область, в состав которой вошла бо́льшая часть Баталпашинского отдела.
- 28 февраля 1922 года оставшаяся часть Баталпашинского отдела была присоединена к Армавирскому отделу, а сам Баталпашинский отдел ликвидировался.
- 18 мая 1922 года Темрюкский отдел был присоединён к Славянскому.
- 27 июля 1922 года на части территорий Краснодарского и Майкопского отделов, населённых адыгами, была образована Черкесская (Адыгейская) автономная область.
- 15 января 1923 года был ликвидирован Тимашёвский отдел. Его территория была разделена между Ейским,Краснодарским и Славянским отделами. Одновременно Рязанская волость была передана из Майкопского в Краснодарский отдел, а Петропавловская, Тенгинская и Темиргоевская волости — из Майкопского в Кавказский отдел.
- 13 февраля 1924 года область вошла в состав Юго-Восточной области вместе с Донской областью, Ставропольской и Терской губерниями.

## Административно-территориальное деление
По состоянию на 26 января 1923 года в состав Кубано-Черноморской области входили 6 отделов, разделённых на волости:
- Армавирский;
- Ейский;
- Кавказский;
- Краснодарский;
- Майкопский;
- Славянский
- и Черноморский округ, разделённый на 5 районов: Анапский, Геленджикский, Новороссийский, Сочинский,Туапсинский.